# Сам Уинчестър
Самюел „Сам“ Уинчестър е герой от телевизионния сериал Свръхестествено, излъчван по CW, изигран е от Джаред Падалеки.

## Биография
Сам е роден на 2 май, 1983 и е дете на Джон и Мери Уинчестър, роден в Лоурънс Канзас. Той е второте дете на двойката и по-младия син, с четири години по-млад от брат си Дийн.
Сам е по-различен от брат си, той е чувствителен, рационален, по-невинен и се опитва да живее „нормален живот“; въпреки това той би направил всичко за Дийн. Той също така се е бунтувал срещу това баща му да го отгледа като ловец и е учил в Станфордския университет.
Когато Дийн отива при него за помощ зрителите са запознати с Джесика, приятелката на Сам. Сам е бил доста популярен, но въпреки това никой не е знаел с какво наистина се занимава семейството му. Прякорът „Сами“ му е даден от баща му, но въпреки това никой освен Дийн не може да го нарича така. Сам казва това в епизода от първия сезон „Сем. Бендърс“, където някой го нарича Сами и той отговаря раздразнено че името му е Сам. Ловецът Гордън Уолкър го нарича Сами в епизода „Жажда за кръв“, след което Сам обяснява че Дийн е единственият който може да го нарича така.
Поради неговата по-мека страна и нуждата му за нормален живот, Сам е по-предпазлив с момичетата и по-заинтересован от любовта. Той се е влюбвал в Джесика, Сара Блейк, Мадисън и вероятно Руби.
Сам е показал голяма промяна в третия сезон, започвайки от финала на втория сезон „Ад под небето, втора част“. Най-забележимата част от промяната е необичайна коравосърдечност в нормалния си характер на „добър човек“, от части в епизода „Приказки за лека нощ“ когато убива Кръстовищен демон жестоко и полудявайки отчасти в епизода Мистериозното място, като завързва и заплашва собственика на казаното мистериозно място и „убивайки“ Боби за да отмъсти за Дийн на Фокусника.

### Сезон 1
Когато Сам е бил още шест-месечен на (2 ноември, 1983), майка му е убита в детската му стая от демона Азазел. Сам е спасен от Дийн, който избягва навън с него, докато баща им се връща, за да се опита да спаси Мери, която е заклещена на тавана и е обградена от пламъци, които по-късно обхващат цялата къща.
Двадесет и две години по-късно до деня, в който Азазел убива приятелката на Сам, Джесика, принуждавайки Сам да тръгне на пътешествие с брат си, за да намерят баща си и да убият демонът, който е убил майка им. Докато баща им, Джон, е изчезнал, се свързва с тях, за да им дава мисии. Момчетата се бият с мистични същества и градски легенди, като жената в бяло, уендигото, Кървавата Мери и върколаци. По това време, Сам започва да получава видения и да контролира телекинеза.
В епизода „Плашило“ Сам се скарва с Дийн—Дийн се подчинява на заповедите на баща си без въпроси, докато Сам ги поставя под въпрос и се възмущава от това, че баща му се държи с тях като с малко войници. Братята се разделят, когато Дийн отива да разследва мистерия, която му е поверена от баща им, докато Сам решава да потърси баща им другаде. Докато пътува на стоп Сам среща привлекателна млада жена на име Мег. Тя казва, че отива на същото място като него (Сакраменто, откъдето баща им се е обадил последно) и те стават приятели. Той ѝ казва всичко за споровете със семейството си и тя му съчувства. Докато буса им за Сакраменто тръгва Сам решава вместо това да намери Дийн, за разочарование на Мег. По-късно се оказва, че Мег е демон и всъщност е изучавала Сам. Сам излиза със Сара в Ню Палц, Ню Йорк и кара до град Ню Йорк, за да прекара седмица с нея. Седмица след като напуска Сара той казва на Дийн всичко за Сара в кафене в Рино, Невада. Братята се срещат с нея няколко пъти през сезона и се оказва, че тя работи за Азазел и всъщност е негова дъщеря. Тя хваща техния баща, но братята Уинчестър хващат нея в „Капан на Дявола“ същия епизод, в който е представен ловецът Боби Сингър. Братята пращат Мег в Ада.
В края на сезона Сам, Дийн и баща им са избягали от Азазел след сблъсъка им с него в Салвейшън, Айова. Докато Сам кара баща си и лошо ранения си брат към болница след като брат му е почти убит от демона (който е бил обладал Джон), камион с обладан от демон шофьор ги блъска, разбивайки колата на Дийн и оставяйки го на прага на смъртта.

### Сезон 2
В началото на сезона, Сам взима по-голяма роля в ловуването. Той казва на Дийн, че това би искал баща им. Планът на Азазел за Сам е все още неизвестен. Дийн и Сам се срещат с трима души, които Джон е познавал: Елън Харвел, дъщеря ѝ Джо и техния компютърен гений Аш. Те помага на братята в лова им.
В епизода „Саймън каза“, Сам показва имунитет срещу способността на Анди Галахър да управлява хората, за разлика от него Дийн му дава така обичаната си кола. Също така е имунизиран от денмонския вирус от епизода „Кроатоан.“
От епизода „Преследван“ насам, Сам е научил, че баща му е казал на Дийн, че планът на Азазел е да направи Сам лош и да използва него и „децата като него“ за войници в предстояща война. На Дийн е казано, че ако не успее да спаси Сам, трябва да го убие. Сам е убеден, че трябва да спаси колкото хора може, което признава докато е пиян в епизода „Играчки.“
В епизода „Роден със зла участ“, Сам е обладан от демона, който е бил облада Мег Мастърс в първия сезон и демонът използва тялото на Сам, за да убие друг ловец. Този демон може също така да е знал за събитията причинили смъртта на мъжа на Елън. Става ясно, че ако дойде време Дийн да убие брат си, няма да може.
В епизода „Реалност и невъзможни мечти“, Сам и Дийн не са близки в алтернативната реалност създадена от джин. Нито Сам, нито Дийн някога са ловували и Джесика е годеница на Сам. За разлика от реалността, майка им е жива, но баща им е мъртъв от естествена смърт.
В първия от двата епизода на края на сезона, „Ад под небето, първа част“, Сам е в капан в град, който е пълен с духове и се намира в Южна Дакота. Сам е с „други“ то неговия вид. Оказва се, че в Сам има демонска кръв и че майка му е знаела кой е Азазел, за голяма изненада на Сам. Сам е намушкан от войник на име Джейк и колабира в ръцете на брат си, който току-що е пристигнал заедно с Боби Сингър, за да го спаси. Той умира за минута, оставяйки брат си сам.
Във втория епизод от края на сезона, Дийн прави сделка с „Кръстовищен демон“, продавайки душата си в замяна на живота на Сам и още една година живот. Сам не знае какво се е случило докато е бил мъртъв и мисли, че дори не е умирал. В битката, която цели да спре Джейк и Азазел от това да освободят армия от демони, Сам застрелва Джейк седем пъти, четири в гърба и три в лицето му. Това е първият път когато Сам убива човек или някой който не е демон и изглежда не показва разлика; това може да е, защото Джейк го е убил преди това. Азазел пита Дийн дали е сигурен, че това което е върнал е 100% същия Сам. Сам разбира, че е бил мъртъв и му казва, че ще го изкара от сделката, която е направил, без значение как.

### Сезон 3
В сезона става очевидно, че Сам става по-мрачен в сравнение с предишните сезони. Той прави каквото може, или каквото трябва, за да попречи на Дийн да отиде в Ада. В епизода „Свежа кръв“ той обезглавява Гордън Уолкър, ловец, който е превърнат във вампир след като се опитва да убие Сам. Сам го убива с голямо парче бодлива тел. По-късно Сам казва, че способностите му са изчезнали след като Дийн е убил жълтоокия демон. През повечето време Сам не показва никакви затруднения да убива хора обладани от демони или „хора“, които са им врагове.
В края на сезона Сам и Дийн, въоръжени с Ножът на Руби, опитват да убият Лилит в последен опит да спасят душата на Дийн. Лилит, която е отграднала тялото обладавано преди от Руби, поваля Сам и отваря вратата на хрътките дошли за Дийн, принуждавайки Сам да гледа. След това се опитва да убие Сам, но силите ѝ очевидно не действат срещу него. Сам взима ножа, но Лилит напуска тялото, което е обладала. Тогава той отива при окървавеното и безжизнено тяло на Дийн и докато е клекнал започва да плаче.

### Сезон 4
Сам е придобил нова способност – силата да прави екзорсизъм. Също така той е усъвършенствал психичните си способности, нещо което той пази в тайна от Боби и Дийн. Също така изглежда, че той е имал сексуален контакт с Руби. Също така той вярва в ангели повече от брат си. В епизода „В началото“, Сам е показан напускайки с Руби по средата на нощта и не е показан до края на епизода. Последните сцени показват, че Азазел е покрил следите си, за да не могат Кастиел и другите да го намерят и да разберат какви са бъдещите му планове за Сам. Също така Кастиел предупреждава Дийн, че ако не спре Сам от това да тръгне по „лошия“ път, те ще го направят.